# Klify Dingli
Klify Dingli – formacja skalna na wybrzeżu wyspy Malta, na Morzu Śródziemnym i najwyższy punkt archipelagu maltańskiego. Położone w pobliżu wioski Dingli i miasta Siġġiewi. Klify Dingli w górach lub na najwyższym wzniesieniu Ta’ Dmejrek wznoszą się na wysokość 253 metrów od Morza Śródziemnego. Na południowo-zachodnim wybrzeżu Malty ściana skalna opada stromo w wielu miejscach, ale nigdzie nie jest tak wysoka, jak na klifach Dingli. Tuż poniżej krawędzi urwiska znajduje się zielony, żyzny i skalisty płaskowyż nad linią brzegową, na którym okoliczni rolnicy uprawiają rośliny.

## Historia Klifów Dingli
Klify Dingli zawdzięczają swoją nazwę angielskiemu rycerzowi z Zakonu Świętego Jana, Sir Thomasowi Dingleyowi, który osiadł na tym obszarze w XVI wieku. Nazwa wioski Dingli na Malcie też pochodzi od nazwiska rycerza Dingley, który posiadał ziemie i majątek w tej okolicy. Dingley został pozbawiony swoich ziem w Anglii po tym, jak król – Henryk VIII skonfiskował jego własność.

## Zabytki
Nad Klifami Dingli znajduje się niewielka kaplica św. Marii Magdaleny, a także dawna stacja radarowa Królewskich Sił Lotniczych. Ten system w kształcie kopuły jest obecnie używany przez maltański system kontroli ruchu lotniczego.

## Galeria

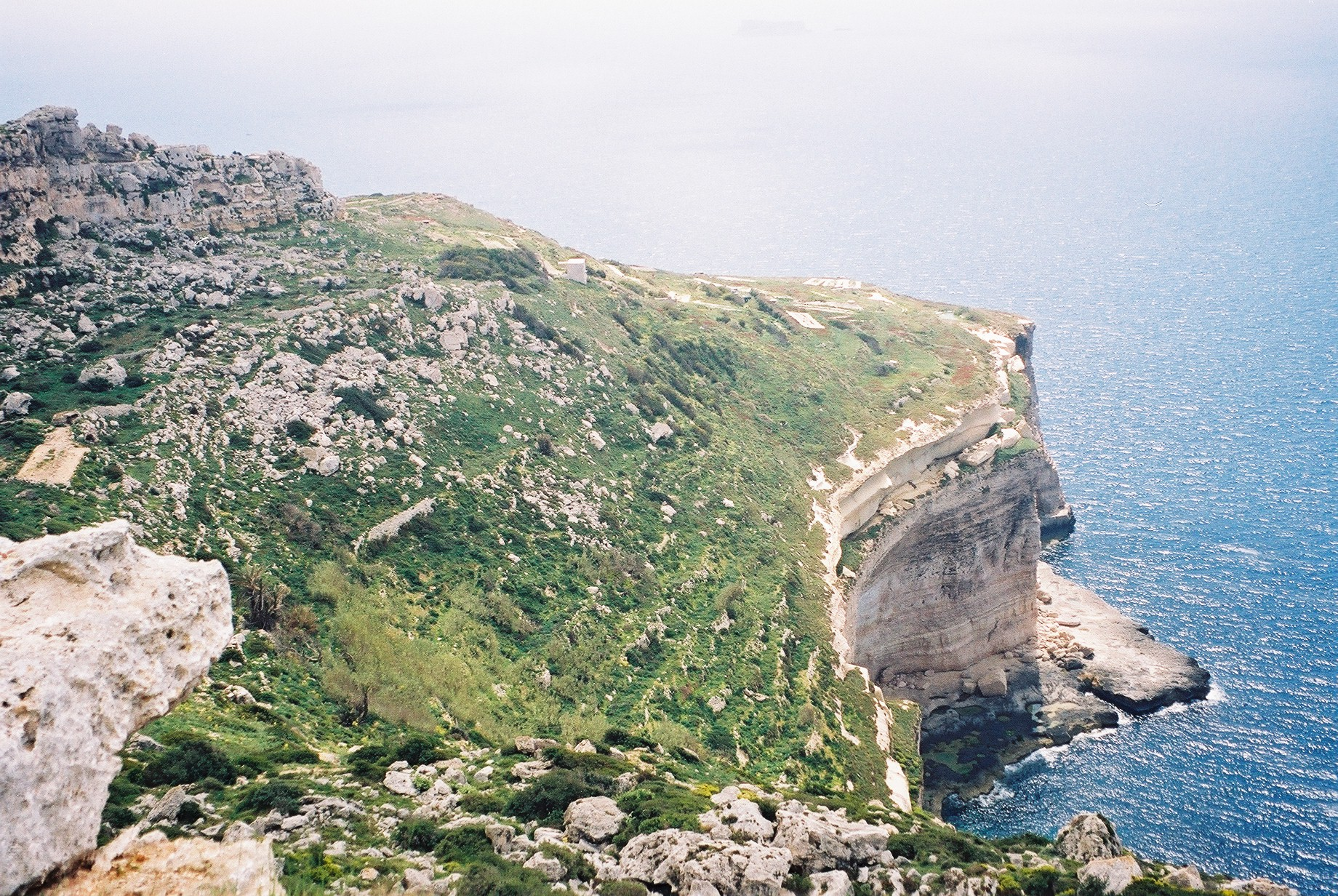
Klify Dingli
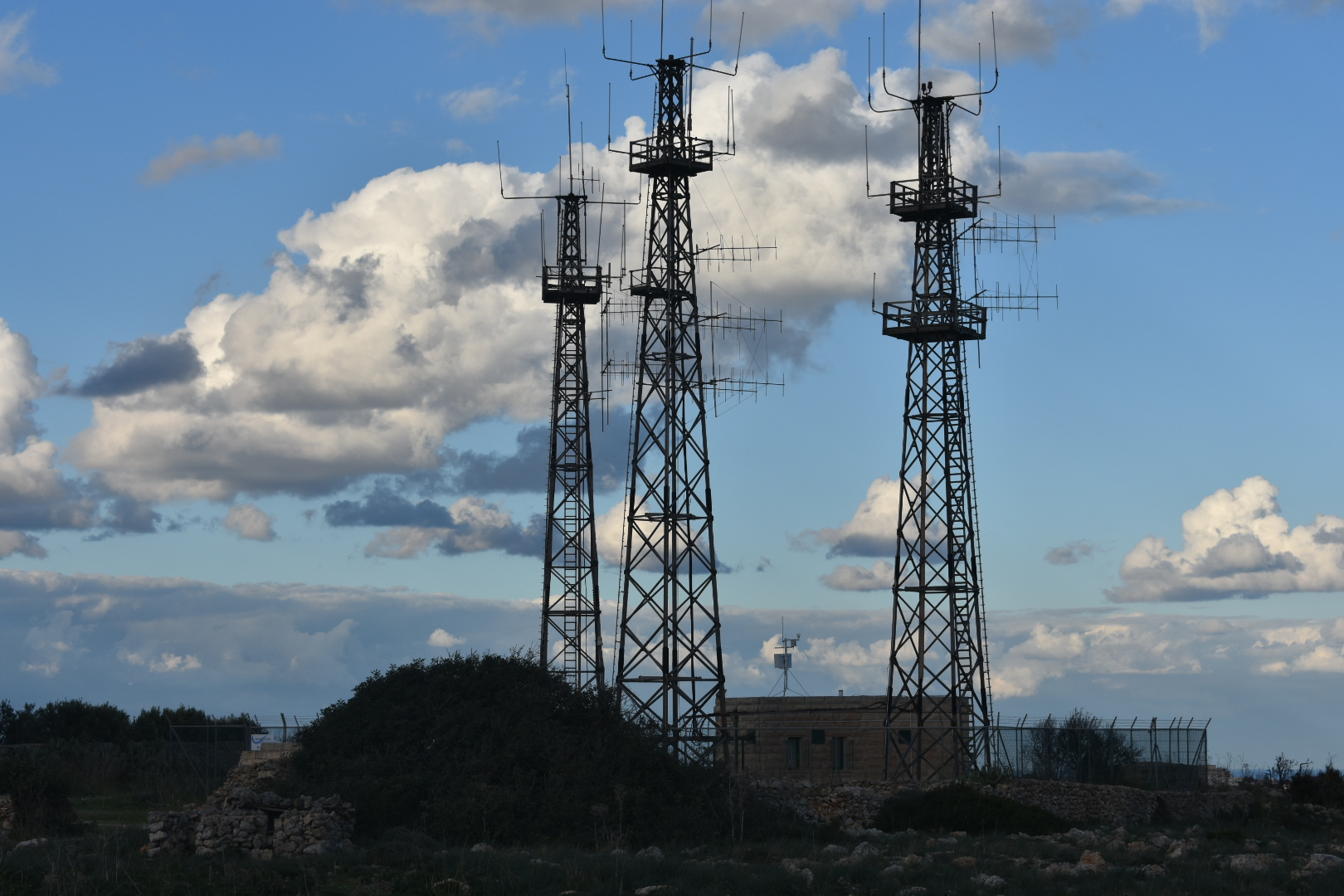
Stacja radarowa Królewskich Sił Lotniczych
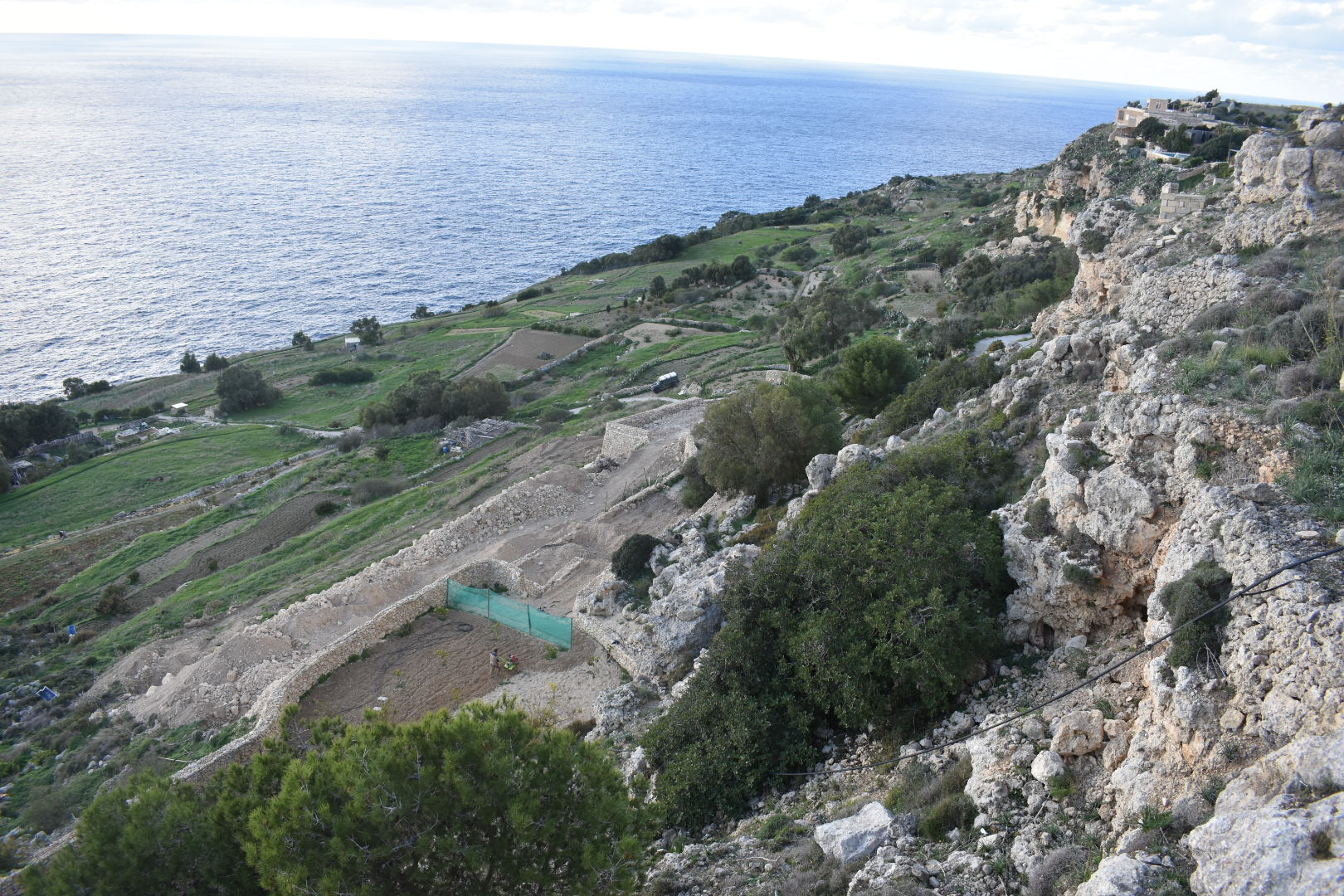
Klify Dingli – panorama